# NN-306
La carretera NN‑306 es una vía departamental secundaria que atraviesa la Región Autónoma de la Costa Caribe Sur (RACCS), en el sureste de Nicaragua. Con una longitud de 74.19 kilómetros, conecta el empalme de El Arenal con la comunidad de Los Mollejones, mejorando significativamente el acceso a zonas agrícolas, forestales y comunidades rurales que antes carecían de una vía pavimentada confiable. Fue inaugurada en el año 2024 como parte de los esfuerzos del MTI para ampliar la red vial en la región caribeña.

## Trazado y cruces
La siguiente tabla muestra su recorrido, localidades y principales conexiones:
| km    | Localidad            | Región | Conexión / Ruta |
| ----- | -------------------- | ------ | --------------- |
| 0.0   | Empalme El Arenal    | RACCS  |                 |
| 35.0  | Comunidad intermedia | RACCS  |                 |
| 74.19 | Los Mollejones       | RACCS  |                 |

## Coordenadas
Uno de los tramos de la NN‑306 puede ser localizado con coordenadas aproximadas: 12°09′00″N 84°13′48″O / 12.1500, -84.2300